# 渡辺智子
渡辺 智子（わたなべ ともこ、1972年2月23日 - ）は、日本の女子プロレスラー。千葉県千葉市出身。
柔道出身者で、華奢な新人時代は柔道の投げ技や飛び技を用いたテクニシャンだった。徐々にウエイトアップしてパワーファイターへとファイトスタイルを変化させる。

## 所属
- 全日本女子プロレス（1989年 - 2005年）
- フリーランス（2005年 - 2006年）
- ワールド女子プロレス・ディアナ（2013年 - 2014年）
- フリーランス（2014年 - 2015年）
- Marvelous（2015年 - 2024年）
- フリーランス（2024年 - ）

## 経歴
1989年
- 全日本女子プロレスのオーディションに合格。同期は、伊藤薫・長谷川咲恵・バット吉永。入門当時は、引退直前のクラッシュギャルズ（長与千種・ライオネス飛鳥）が在籍していた。直接の指導はなかったが、クラッシュギャルズブームを現役で体験した最後のレスラーでもある。
- 10月8日、東京・後楽園ホールにおける井上貴子戦でデビュー。その後、ブル中野が率いる『獄門党』へ加入し、ヒールとして活動する。

2005年
- 4月17日、全日本女子プロレスの経営難により、所属選手が次々と離脱するなか最後まで全女に留まった。ベビーフェイスとしての活躍の一方、伊藤薫と共に覆面ヒールレスラータッグ『ZAP』を結成、ZAP-Tとしても活動。ダンプ松本の現役復帰に伴い復活した『極悪同盟』へZAP-Tとして加わった。伊藤の全女離脱後も同団体のエースとして活躍した。
- 全女解散後はフリーランスとして主にIWAジャパンで試合を行う。
- 11月11日、東京・新宿FACE（長与千種興行「Marvels Night」）にて、キャンディ・キャンディに扮して、一休さんに扮するサソリと対戦し勝利を収めた。

2006年
- 9月23日、東京・新木場1stRING「伊藤道場〜心〜第一章」において、伊藤薫と組んで、佐藤綾子、市井舞組と対戦。伊藤が市井からダイビング・フットスタンプで勝利。
- 12月29日、東京・新宿FACE「伊藤道場〜心〜第二章」で伊藤薫＆浜田文子＆上林愛貴＆市井舞＆佐藤綾子＆森居知子＆小林華子＆田口御郁子との8人掛けの試合を最後に引退。
- 引退後は沖縄に移住するも、伊藤道場の講師として活動する傍らエキシビションにも参加していた。

2009年
- 沖縄プロレスをはじめ、沖縄で行われた興行においてドレイク森松とともに限定復帰。

2010年
- 介護士及び障がい者ヘルパーの資格を取得し地元へ戻る。
- 12月26日、伊藤道場最終興行にて1日限定復帰。これを最後にプロレス界から退く。

2011年
- 6月25日、ワールド女子プロレス・ディアナさくらワンダーランド大会にて渡辺の弟子を名乗る覆面レスラー「ピヨタマスク」がデビュー。
- 10月9日、ディアナ大阪大会伊藤薫23周年興行で限定復帰。伊藤と5年ぶりのタッグ。翌日の井上京子24周年興行ではZAP-Tも復活。

2012年
- 11月21日、交際していた俳優の武智大輔と入籍。
- 12月29日、ディアナラゾーナ川崎大会に参戦。堀田祐美子にマスクを剥がされたことをきっかけに渡辺智子として同団体への参加を発表（堀田との抗争における一時的な復帰。年明けには2代目ピヨタマスクがデビューした）。同日に行われたLLPW-X赤坂BLITZ大会にてZAP-Tとしてダンプ松本のセコンドを務めた。

2013年
- 1月28日、いとなべタッグで初代W.W.W.D認定タッグ王座獲得。
- 4月29日、川崎市体育館大会で堀田祐美子&青野敬子組に敗れ、王座から陥落。
- 12月25日、新宿FACE大会で井上京子と王座を奪取。

2014年
- 3月22日長与千種プロデュース興行で数年ぶりにZAP・Tとしてダンプ松本組のセコンドに登場する。
- 12月23日を以ってワールド女子プロレス・ディアナを退団。ディアナには不定期参戦。

2015年
- 4月25日、マーベラス入団を発表。

2024年
- 7月28日をもってマーベラスを退団。

## 得意技
エルボー
逆水平チョップ
ラリアット
ドロップキック
ミサイルドロップキック
ムーンサルトプレス
GO To HELL
ボディースラムの要領で相手を持ち上げ、相手を右肩の上へうつ伏せに担ぎ、対角線上を走りながら変型ツームストーム・パイルドライバーで相手の脳天からマットに突き刺す。
アストロマンズドロップホールド
クロスアーム式の変形バックドロップ・ホールド。
スクリュードライバー
ブルーサンダーと同じ技。高角度で決めるバージョンも使用する。
キャノンボールバスター
抱え式バックドロップの要領で持ち上げて、後方にパワーボムの様に相手を投げっぱなしで相手を叩きつける。
ヘルスマッシャー
相手をダブルアームスープレックスの要領で担ぎ上げ相手をそのまま前方に叩きつける。
払い腰

## タイトル歴
- 第104代WWWA世界タッグ王座（パートナーは前川久美子）
- 第106代WWWA世界タッグ王座（パートナーはZAP-I）
- 第108代WWWA世界タッグ王座（パートナーは前川久美子）
- 第111代WWWA世界タッグ王座（パートナーは高橋奈苗）
- 第117代WWWA世界タッグ王座（パートナーは前川久美子）
- 第34代オールパシフィック王座
- 第17代全日本シングル王座
- 第34代全日本タッグ王座（パートナーは井上貴子）
- 第15代JWP認定タッグ王座（パートナーはZAP-I）
- 初代WWWD世界タッグ王座（パートナーは伊藤薫）
- 第3代WWWD世界タッグ王座（パートナーは井上京子）

## 入場曲
- HELL SMASHER ※「バクバクKissの世界-W EXPLOSION-」に収録。